# Plebejus anterocroceus
Plebejus anterocroceus är en fjärilsart som beskrevs av Tutt 1909. Plebejus anterocroceus ingår i släktet Plebejus och familjen juvelvingar. Inga underarter finns listade i Catalogue of Life.